# オースター オートクラット
オースター オートクラット
Auster Autocrat
オースター J/1
- 用途：ツーリング機
- 分類：軽飛行機
- 製造者：オースター・エアクラフト
- 初飛行：1945年
- 生産数：420機

オースター J/1 オートクラット (Auster J/1 Autocrat) は、第二次世界大戦後にイギリスのオースター・エアクラフトで製造された軽飛行機である。

## 概要
アメリカ合衆国の航空機メーカーテイラークラフトの英国子会社として設立されたテイラークラフト・エアロプレーンズ・イングランドは第二次世界大戦中、イギリス軍向けの観測機"オースター"シリーズの量産を行っていた。
大戦の終わりが近づき、テイラークラフト・エアロプレーンズの技術者は民間向けのツーリング機モデルの検討を始めた。そして、オースターシリーズの最後の量産型である"オースター V (モデルJ)"をベースにした民間向け軽飛行機として、出力100hpのブラックバーン シーラス・マイナーを搭載した"テイラークラフト オースターVシリーズ J/1 オートクラット" (Taylorcraft Auster V Series J/1 Autocrat) と呼ばれる試作機を1945年末に完成させた。
この頃、米国の親会社テイラークラフトは資金難により破産し、テイラークラフト・エアロプレーンズは新たに"オースター・エアクラフト"となった。そこで、開発機の名称も短く"オースター J/1 オートクラット" とまとめられた。
J/1 オートクラットは大戦後のイギリス製軽飛行機としては最も成功したモデルの一つで、1945年から1952年にかけて、農業機モデル等の派生型を含めると500機程度が生産された。
イギリス軍では使用されていないが、いくつかの国の軍では原型機のオースターシリーズと同様に、連絡機や観測機として使用された。

## 形式･派生型
J/1 オートクラット
ブラックバーン シーラス・マイナー搭載。
J/1A オートクラット
J/1の4人乗りモデル。

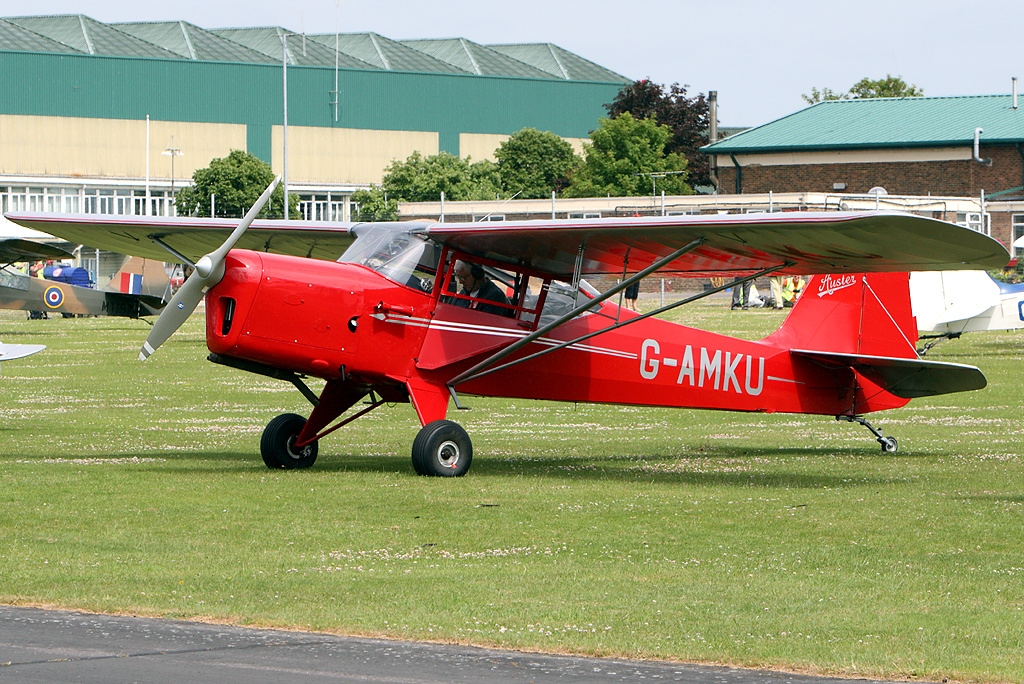
J/1B エイグレット
J/1 オートクラットの農業機モデル。デ・ハビランド ジプシー・メジャー I 搭載。
J/1N アルファ
尾翼を大型化し、デ・ハビランド ジプシー・メジャー I を搭載した4人乗りモデル。
J/1S オートクラット
デ・ハビランド ジプシー・メジャー 10 搭載モデル。
J/1U ワークマスター
J/1N アルファの農業機モデル。

## 運用国
- イラン
  - イラン空軍
- イスラエル

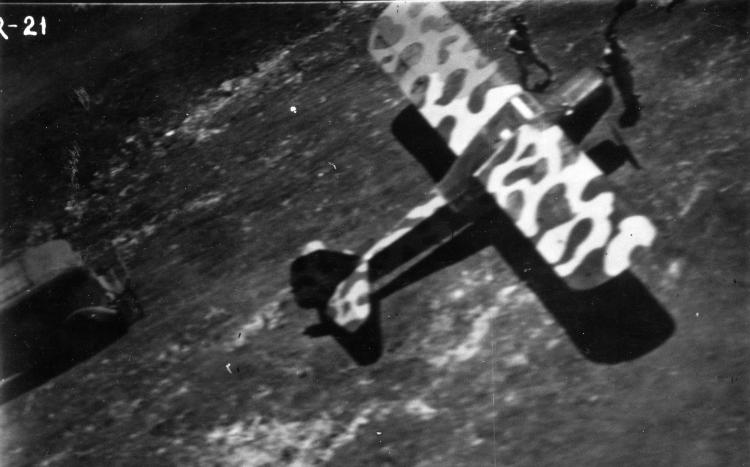
イスラエル空軍のJ/1 オートクラット

  - イスラエル空軍 - 独立戦争時にテルアビブ飛行隊[5]、ガリラヤ飛行隊で数機を運用。
- クウェート
  - クウェート空軍
- ヨルダン
  - ヨルダン空軍
- ローデシア
  - ローデシア空軍 - 1機のみ。
- 南ローデシア
  - 南ローデシア空軍 - 1機のみ。

## 要目
J/1 オートクラットの諸元
- 乗員：3名
- 全長：7.1 m (23 ft 5 in)
- 全幅：10.97 m (36 ft 0 in)
- 全高：1.98 m (6 ft 6 in)
- 翼面積：17.19 m2 (185  ft2)
- 空虚重量：478 kg (1,052 lb)
- 全備重量：841 kg (1,850 lb)
- エンジン：1 × ブラックバーン シーラス・マイナー（英語版）, 76 kW (100 hp)
- 最大速度：194 km/h (120 mph)
- 巡航高度：4,300 m (14,000 ft)
- 航続距離：515 km (320 mi)